# Malte au Concours Eurovision de la chanson
Malte participe au Concours Eurovision de la chanson, depuis sa seizième édition, en 1971, et ne l’a encore jamais remporté.

## Participation
Le pays participe donc depuis 1971 mais s’est retiré à de nombreuses reprises. Tout d’abord, en 1973 et 1974. Puis entre 1976 et 1990. 
En 1991, les Pays-Bas se désistèrent, la date du concours coïncidant avec le jour de commémoration nationale des victimes de la Seconde Guerre mondiale. La place vacante fut offerte à Malte, qui fit ainsi son retour, après une absence de seize années. En 1992, pour permettre à Malte de continuer à concourir, le nombre maximum de pays participants fut élargi à vingt-trois par l’UER. Depuis, le pays n’a manqué aucune édition du concours.
Depuis l'instauration des demi-finales, en 2004, Malte a manqué dix finales du concours : en 2007, 2008, 2010, 2011, 2015, 2017, 2018, 2022, 2023 et 2024.

## Résultats
Le pays n'a encore jamais remporté le concours . Et est le plus vieux pays participant à attendre sa première victoire. Cependant, il a remporté une demi-finale (en 2021). 
Le pays a terminé à deux reprises à la deuxième place (en 2002 et 2005). Il a terminé à trois reprises à la troisième place, deux fois en finale (en 1992 et 1998) et une fois en demi-finale (en 2016).
A contrario, Malte a terminé trois fois à la dernière place, en finale : en 1971, 1972 et 2006. Le pays n’a jamais obtenu de nul point. 
Malte fait partie des huit pays participants à avoir terminé à la dernière place lors de leurs débuts, avec l'Autriche  (en 1957), Monaco (en 1959), le Portugal (en 1964), la Turquie (en 1975), la Lituanie (en 1994), la Tchéquie (en 2007) et Saint-Marin (en 2008).

## Pays hôte
Malte n'a encore jamais organisé le concours.

## Faits notables
En 1998, le vote se révéla être un long suspense qui ne fut dénoué que par le dernier vote du dernier pays participant. Après le vote de l’avant-dernier pays, Malte et Israël se retrouvèrent à ex aequo avec 166 points. Le résultat final dépendit donc entièrement du vote de la Macédoine. Lorsque la porte-parole macédonienne attribua huit points à Israël, le public poussa un grand cri et certains commentateurs (dont Terry Wogan) crurent que Malte allait remporter la victoire. Mais à la surprise générale, la porte-parole macédonienne attribua dix points au Royaume-Uni, avant d’annoncer : « And finally, twelve points from Macedonia goes to… Croatia ! » Les téléspectateurs macédoniens n’avaient en réalité attribué aucun point à Malte, ce qui permit à Israël de remporter le concours sur le fil. Chiara, à qui la victoire avait échappé de peu, demeura inconsolable. Elle passa le restant de la soirée à pleurer sur sa défaite. Mais le lendemain, à son retour à Malte, elle fut accueillie en triomphe par une foule de près de 6 000 personnes et traitée en héroïne nationale par les médias maltais.
En 2007, la représentante maltaise, Olivia Lewis, avait participé chaque année depuis dix ans à la finale nationale de son pays. Ce ne fut qu’à la onzième reprise qu’elle la remporta et put représenter son pays au concours. Elle ne se qualifia cependant pas pour la finale. De même, Claudia Faniello participe au Concours Eurovision de la chanson 2017, après sa neuvième tentative à la finale nationale, mais ne parvient pas non plus à passer le cap de la demi-finale.

## Représentants
| Édition                  | Année | Artiste(s)                  | Chanson               | Langue(s)        | Traduction française                    | Finale                                                 | Finale                                                 | Demi-finale                                            | Demi-finale                                            |
| Édition                  | Année | Artiste(s)                  | Chanson               | Langue(s)        | Traduction française                    | Place                                                  | Points                                                 | Place                                                  | Points                                                 |
| ------------------------ | ----- | --------------------------- | --------------------- | ---------------- | --------------------------------------- | ------------------------------------------------------ | ------------------------------------------------------ | ------------------------------------------------------ | ------------------------------------------------------ |
| 16e                      | 1971  | Joe Grech                   | Marija l-Maltija      | Maltais          | Marie la maltaise                       | 18                                                     | 52                                                     |                                                        |                                                        |
| 17e                      | 1972  | Helen & Joseph              | L'imħabba             | Maltais          | L'amour                                 | 18                                                     | 48                                                     |                                                        |                                                        |
| Retrait en 1973 et 1974. |       |                             |                       |                  |                                         |                                                        |                                                        |                                                        |                                                        |
| 20e                      | 1975  | Renato                      | Singing this Song     | Anglais          | En chantant cette chanson               | 12                                                     | 32                                                     |                                                        |                                                        |
| Retrait de 1976 à 1990.  |       |                             |                       |                  |                                         |                                                        |                                                        |                                                        |                                                        |
| 36e                      | 1991  | Georgina & Paul Giordimaina | Could It Be           | Anglais          | Se pourrait-il                          | 06                                                     | 106                                                    |                                                        |                                                        |
| 37e                      | 1992  | Mary Spiteri                | Little Child          | Anglais          | Petit enfant                            | 03                                                     | 123                                                    |                                                        |                                                        |
| 38e                      | 1993  | William Mangion             | This Time             | Anglais          | Cette fois-ci                           | 08                                                     | 69                                                     |                                                        |                                                        |
| 39e                      | 1994  | Chris & Moira               | More Than Love        | Anglais          | Plus que de l'amour                     | 05                                                     | 97                                                     |                                                        |                                                        |
| 40e                      | 1995  | Mike Spiteri                | Keep Me in Mind       | Anglais          | Souviens-toi de moi                     | 10                                                     | 76                                                     |                                                        |                                                        |
| 41e                      | 1996  | Miriam Christine            | In A Woman's Heart    | Anglais          | Dans le cœur d'une femme                | 10                                                     | 68                                                     |                                                        |                                                        |
| 42e                      | 1997  | Debbie Scerri               | Let Me Fly            | Anglais          | Laisse-moi voler                        | 09                                                     | 66                                                     |                                                        |                                                        |
| 43e                      | 1998  | Chiara                      | The One That I Love   | Anglais          | Celui que j'aime                        | 03                                                     | 165                                                    |                                                        |                                                        |
| 44e                      | 1999  | Times Three                 | Believe 'n Peace      | Anglais          | Croire en la paix                       | 15                                                     | 32                                                     |                                                        |                                                        |
| 45e                      | 2000  | Claudette Pace              | Desire                | Anglais, maltais | Désir                                   | 08                                                     | 73                                                     |                                                        |                                                        |
| 46e                      | 2001  | Fabrizio Faniello           | Another Summer Night  | Anglais          | Une autre nuit d'été                    | 09                                                     | 48                                                     |                                                        |                                                        |
| 47e                      | 2002  | Ira Losco                   | 7th Wonder            | Anglais          | Septième merveille                      | 02                                                     | 164                                                    |                                                        |                                                        |
| 48e                      | 2003  | Lynn Chircop                | To Dream Again        | Anglais          | Pour rêver à nouveau                    | 25                                                     | 04                                                     |                                                        |                                                        |
| 49e                      | 2004  | Julie & Ludwig              | On Again... Off Again | Anglais          | À nouveau ensemble... À nouveau séparés | 12                                                     | 50                                                     | 08                                                     | 74                                                     |
| 50e                      | 2005  | Chiara                      | Angel                 | Anglais          | Ange                                    | 02                                                     | 192                                                    |                                                        |                                                        |
| 51e                      | 2006  | Fabrizio Faniello           | I Do                  | Anglais          | Je le veux                              | 24                                                     | 01                                                     |                                                        |                                                        |
| 52e                      | 2007  | Olivia Lewis                | Vertigo               | Anglais          | Vertige                                 |                                                        |                                                        | 25                                                     | 15                                                     |
| 53e                      | 2008  | Morena                      | Vodka                 | Anglais          | -                                       |                                                        |                                                        | 14                                                     | 38                                                     |
| 54e                      | 2009  | Chiara                      | What If We            | Anglais          | Et si nous                              | 22                                                     | 31                                                     | 06                                                     | 86                                                     |
| 55e                      | 2010  | Thea Garrett                | My Dream              | Anglais          | Mon rêve                                |                                                        |                                                        | 12                                                     | 45                                                     |
| 56e                      | 2011  | Glen Vella                  | One Life              | Anglais          | Une vie                                 |                                                        |                                                        | 11                                                     | 54                                                     |
| 57e                      | 2012  | Kurt Calleja                | This Is The Night     | Anglais          | C'est cette nuit                        | 21                                                     | 41                                                     | 07                                                     | 70                                                     |
| 58e                      | 2013  | Gianluca Bezzina            | Tomorrow              | Anglais          | Demain                                  | 08                                                     | 120                                                    | 04                                                     | 118                                                    |
| 59e                      | 2014  | Firelight                   | Coming Home           | Anglais          | Rentrer à la maison                     | 23                                                     | 32                                                     | 09                                                     | 63                                                     |
| 60e                      | 2015  | Amber                       | Warrior               | Anglais          | Guerrière                               |                                                        |                                                        | 11                                                     | 43                                                     |
| 61e                      | 2016  | Ira Losco                   | Walk On Water         | Anglais          | Marcher sur l'eau                       | 12                                                     | 153                                                    | 03                                                     | 209                                                    |
| 62e                      | 2017  | Claudia Faniello            | Breathlessly          | Anglais          | À bout de souffle                       |                                                        |                                                        | 16                                                     | 55                                                     |
| 63e                      | 2018  | Christabelle Borg           | Taboo                 | Anglais          | Tabou                                   |                                                        |                                                        | 13                                                     | 101                                                    |
| 64e                      | 2019  | Michela Pace                | Chameleon             | Anglais          | Caméléon                                | 14                                                     | 107                                                    | 08                                                     | 157                                                    |
| 65e                      | 2020  | Destiny                     | All of My Love        | Anglais          | Tout mon amour                          | Concours annulé à la suite de la pandémie de Covid-19. | Concours annulé à la suite de la pandémie de Covid-19. | Concours annulé à la suite de la pandémie de Covid-19. | Concours annulé à la suite de la pandémie de Covid-19. |
| 65e                      | 2021  | Destiny                     | Je me casse           | Anglais          | -                                       | 07                                                     | 255                                                    | 01                                                     | 325                                                    |
| 66e                      | 2022  | Emma Muscat                 | I Am What I Am        | Anglais          | Je suis ce que je suis                  |                                                        |                                                        | 16                                                     | 47                                                     |
| 67e                      | 2023  | The Busker                  | Dance (Our Own Party) | Anglais          | Danser (Notre propre fête)              |                                                        |                                                        | 15                                                     | 3                                                      |
| 68e                      | 2024  | Sarah Bonnici               | Loop                  | Anglais          | Boucle                                  |                                                        |                                                        | 16                                                     | 13                                                     |
| 69e                      | 2025  | Miriana Conte               | SERVING               | Anglais          | Servir                                  | 17                                                     | 91                                                     | 9                                                      | 53                                                     |
| 70e                      | 2026  |                             |                       |                  |                                         |                                                        |                                                        |                                                        |                                                        |

- Première place
- Deuxième place
- Troisième place
- Dernière place

 Qualification automatique en finale
 Élimination en demi-finale

## Galerie

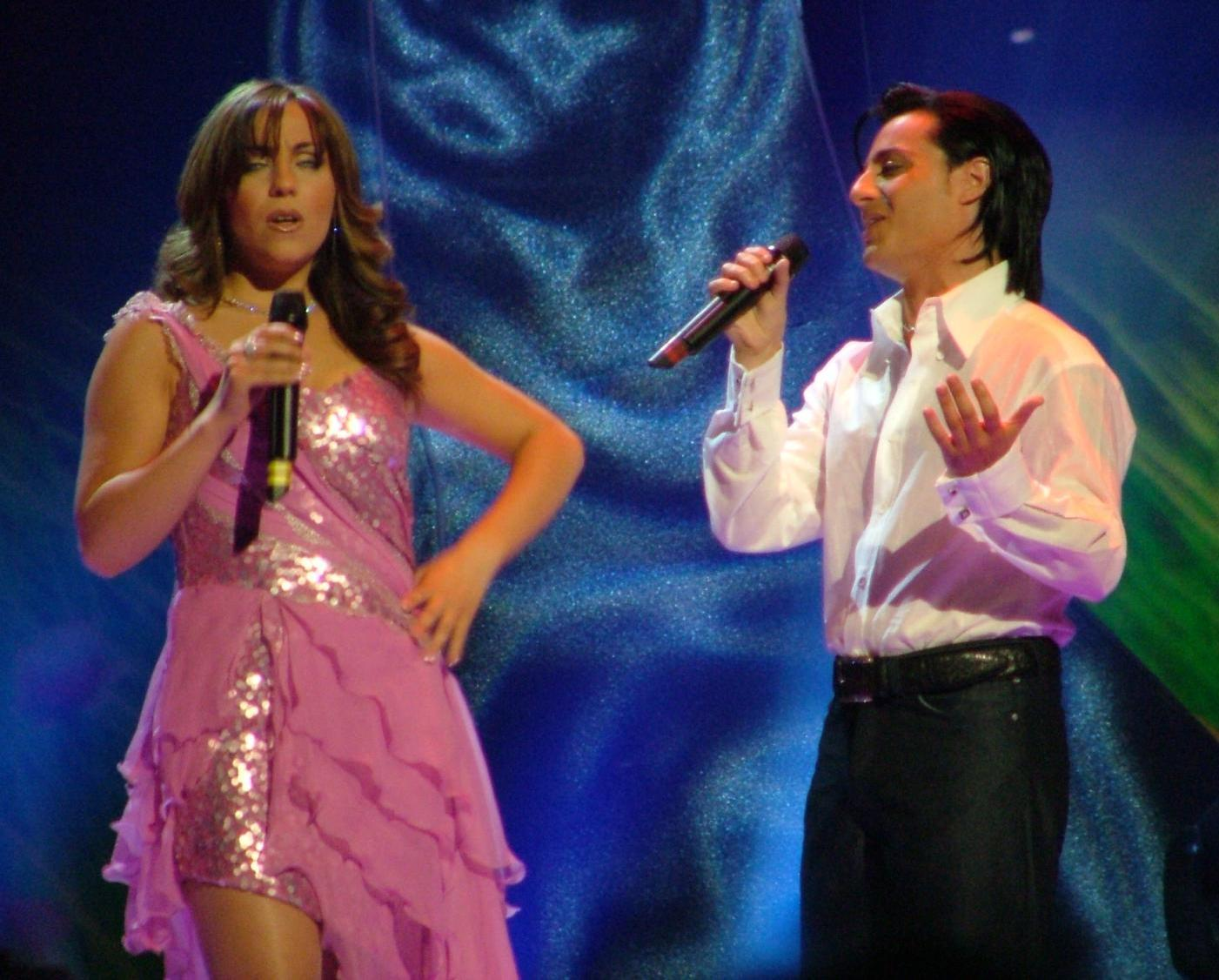
Julie and Ludwig à Istanbul (2004)
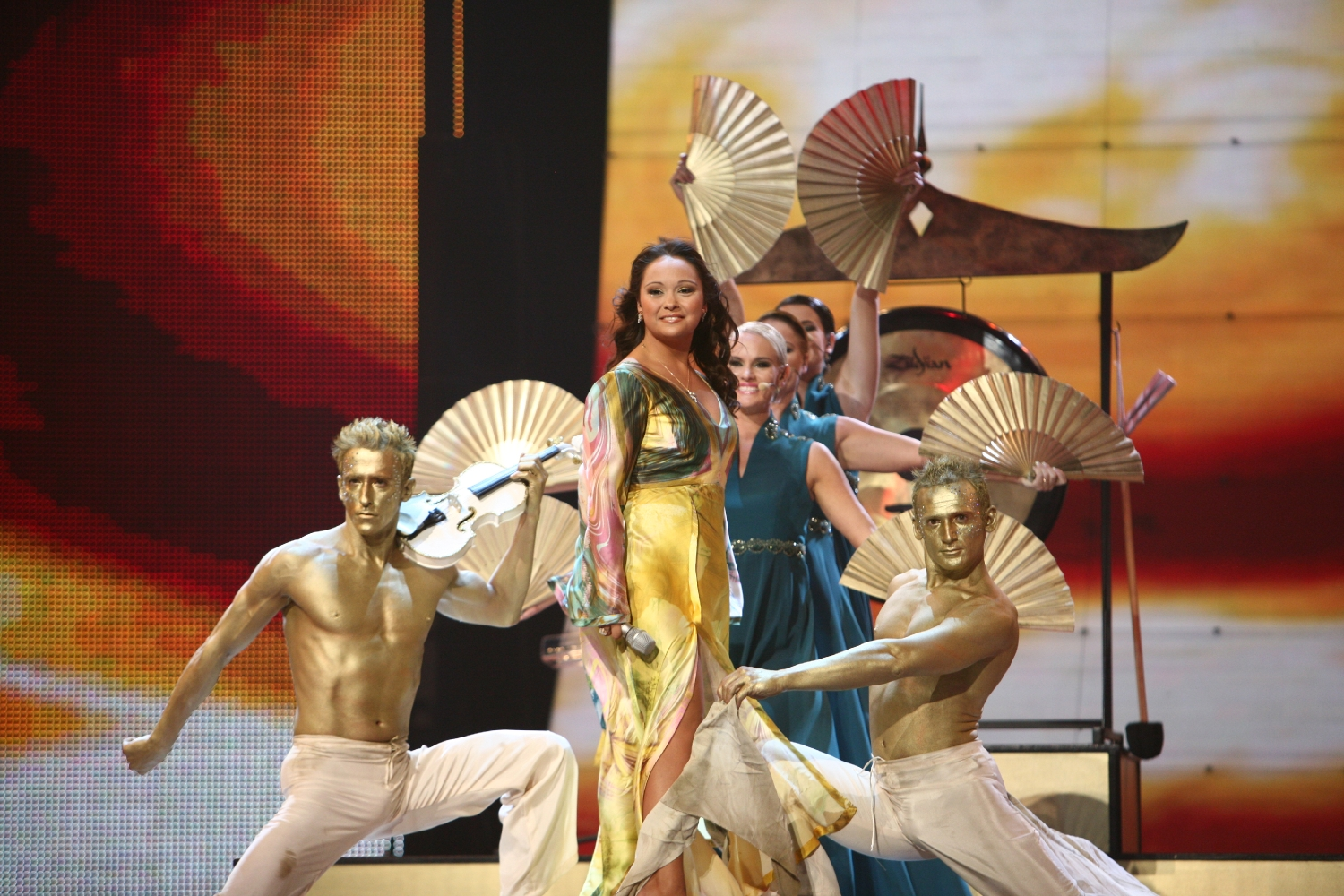
Olivia Lewis à Helsinki (2007)
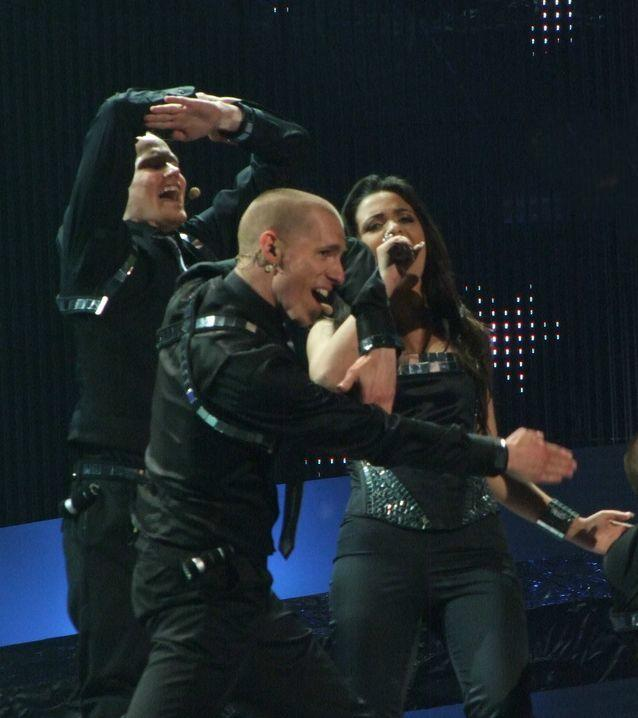
Morena à Belgrade (2008)
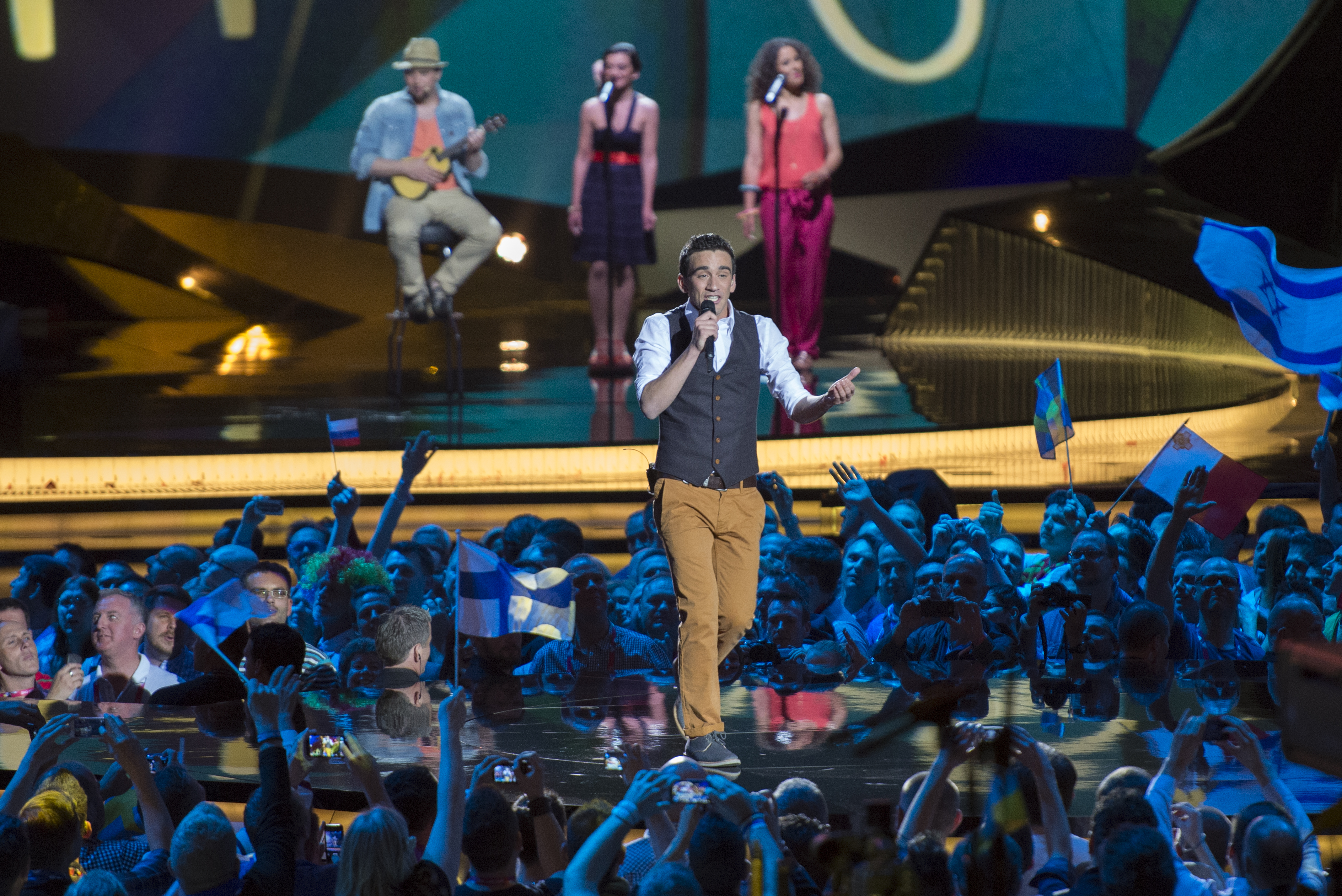
Gianluca Bezzina à Malmö (2013)
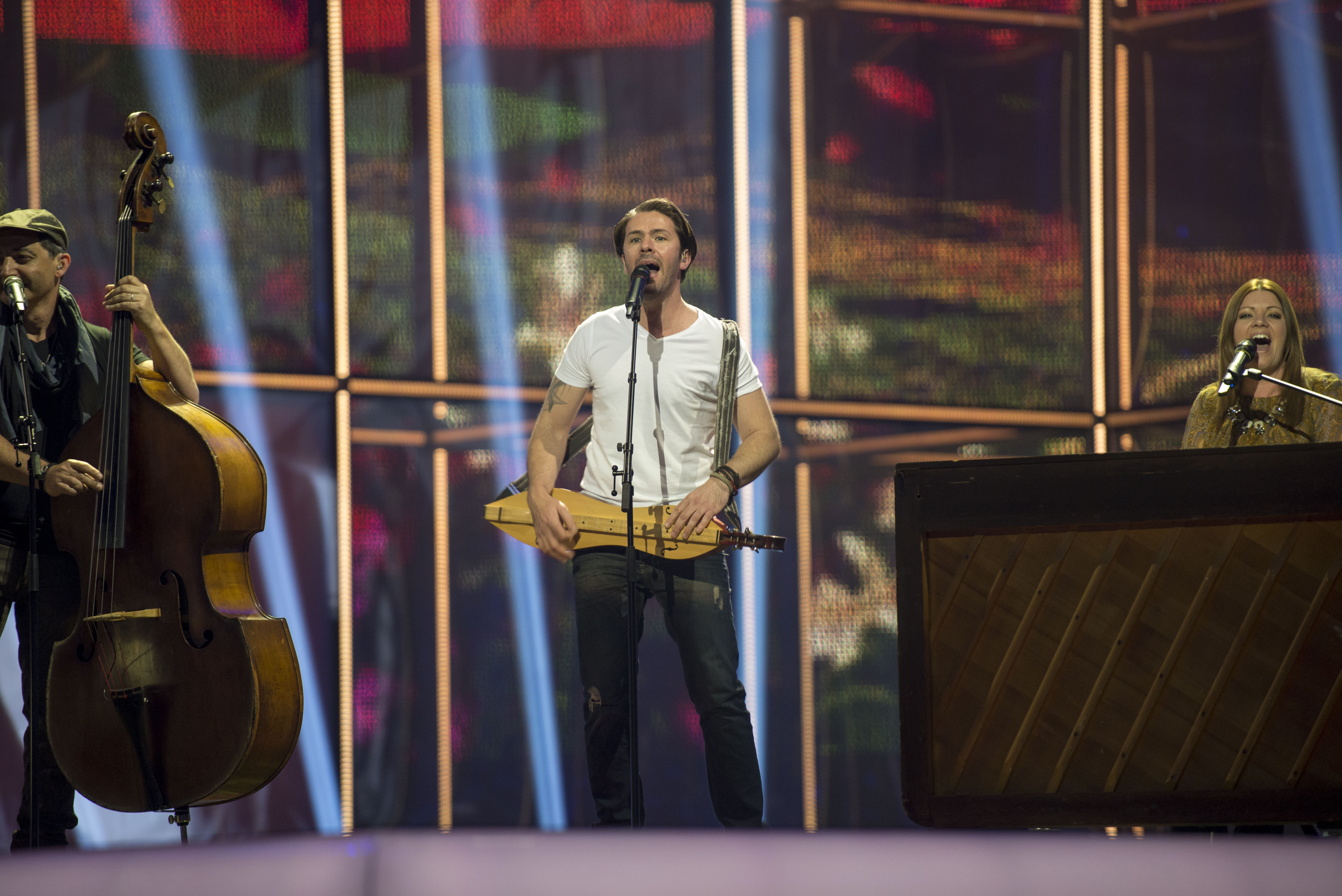
Firelight à Copenhague (2014)
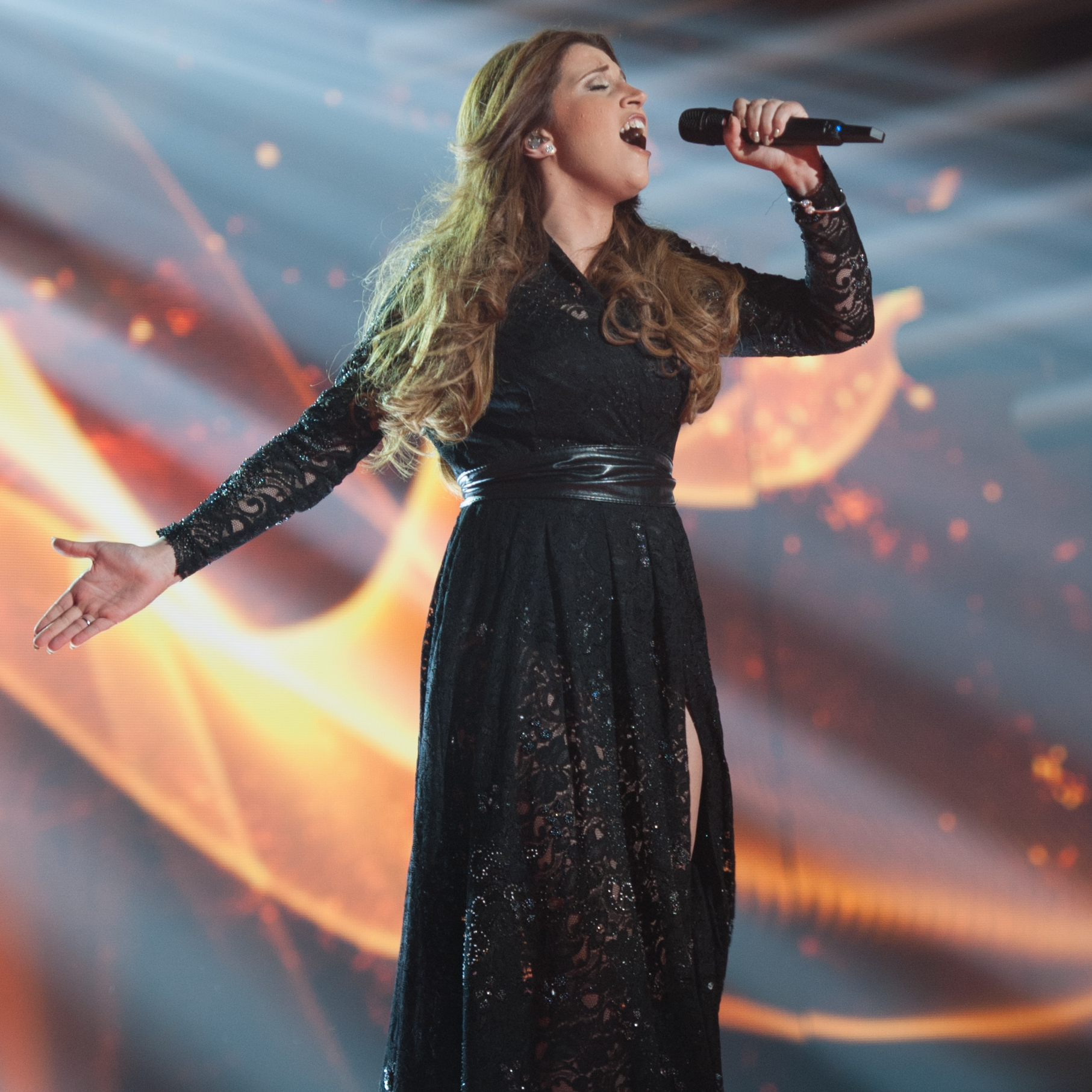
Amber à Vienne (2015)
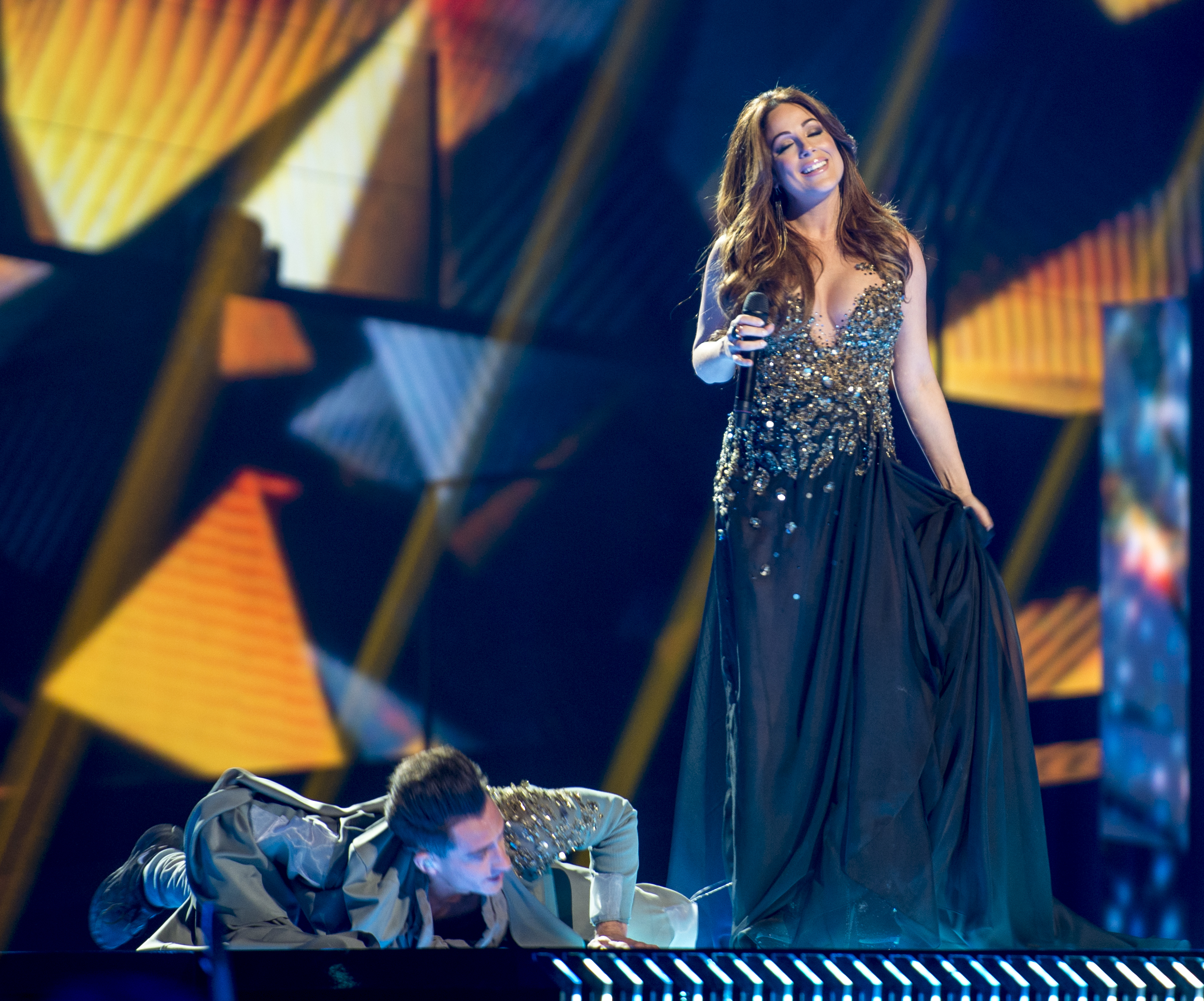
Ira Losco à Stockholm (2016)
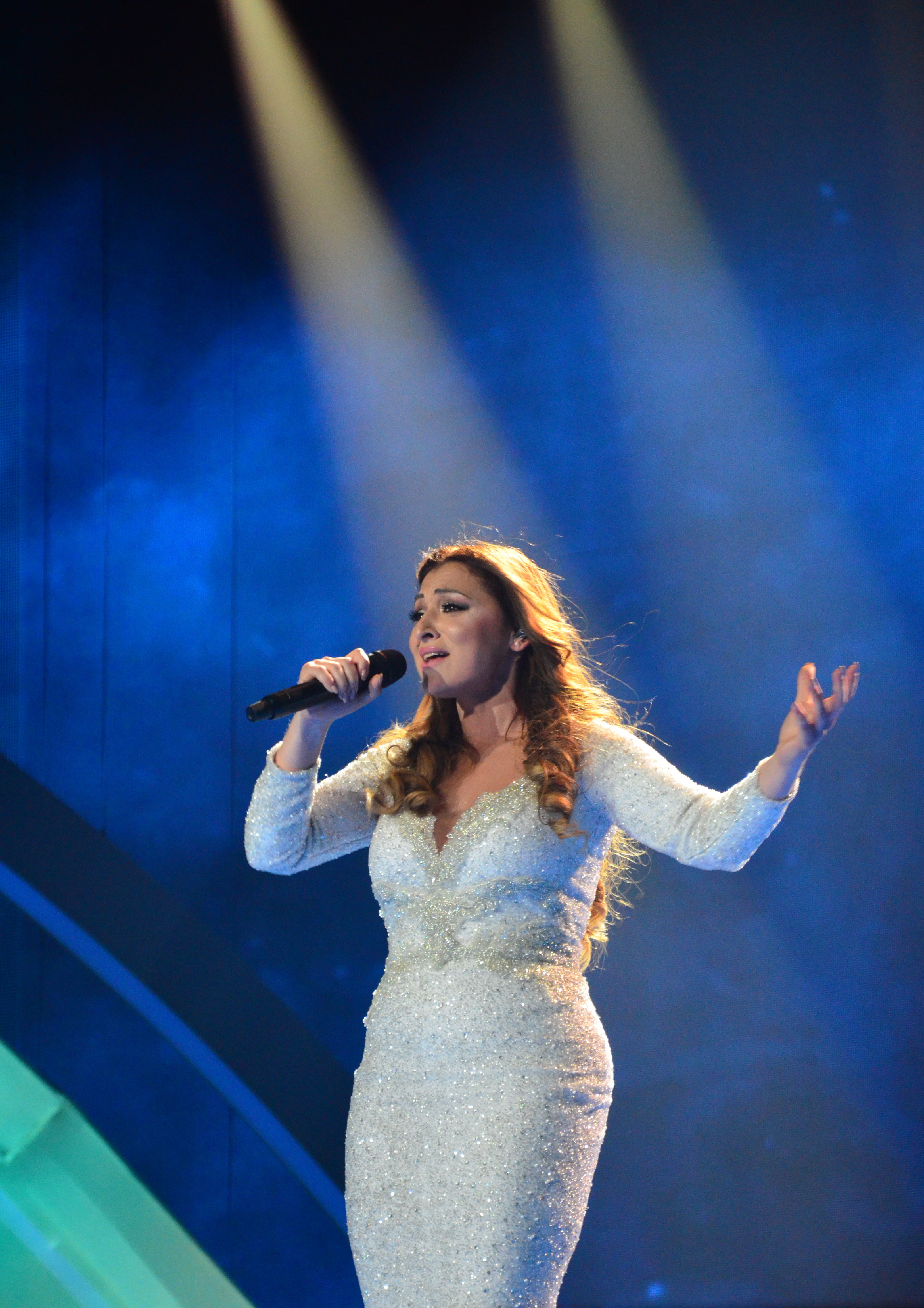
Claudia Faniello à Kiev (2017)
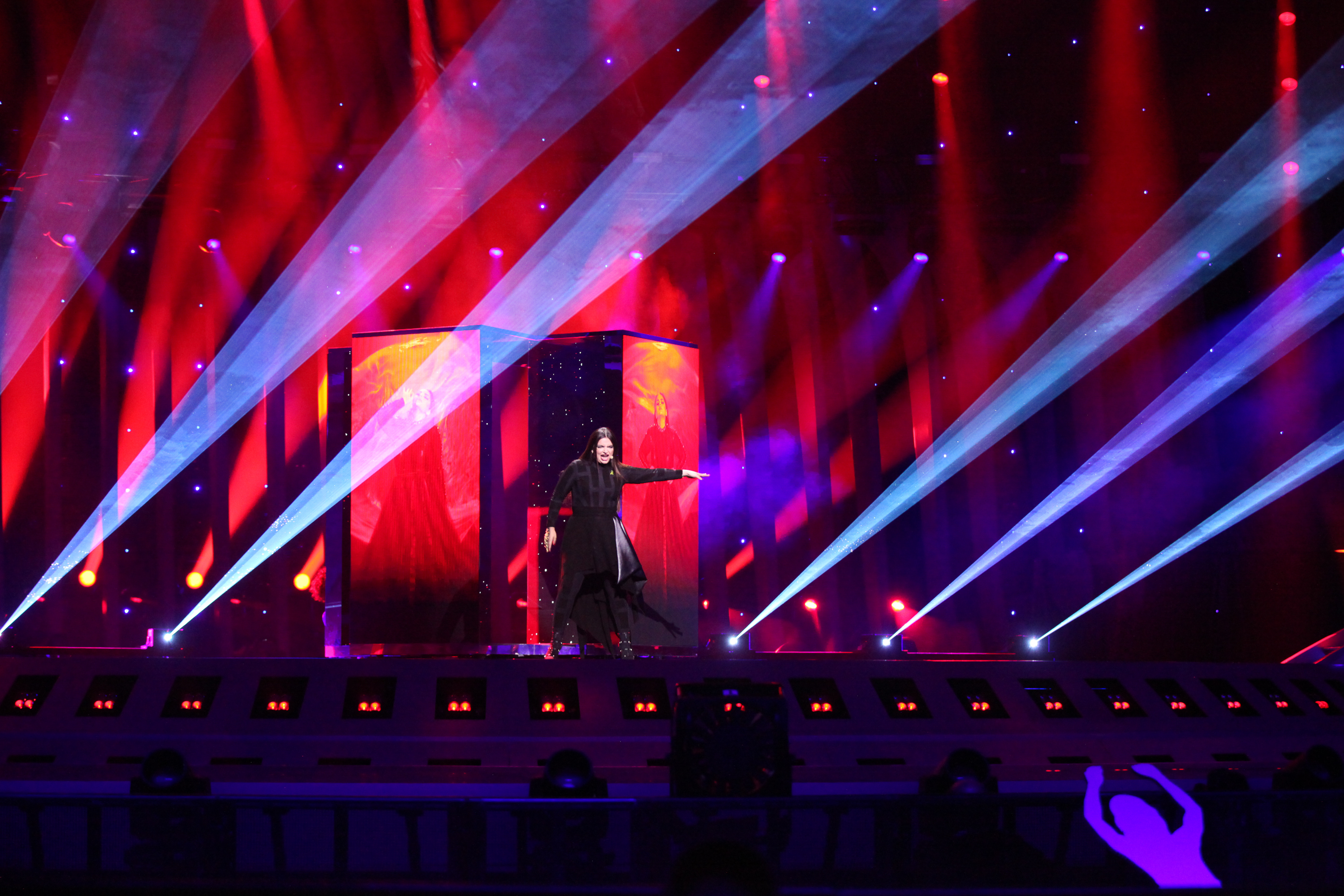
Christabelle Borg à Lisbonne (2018)
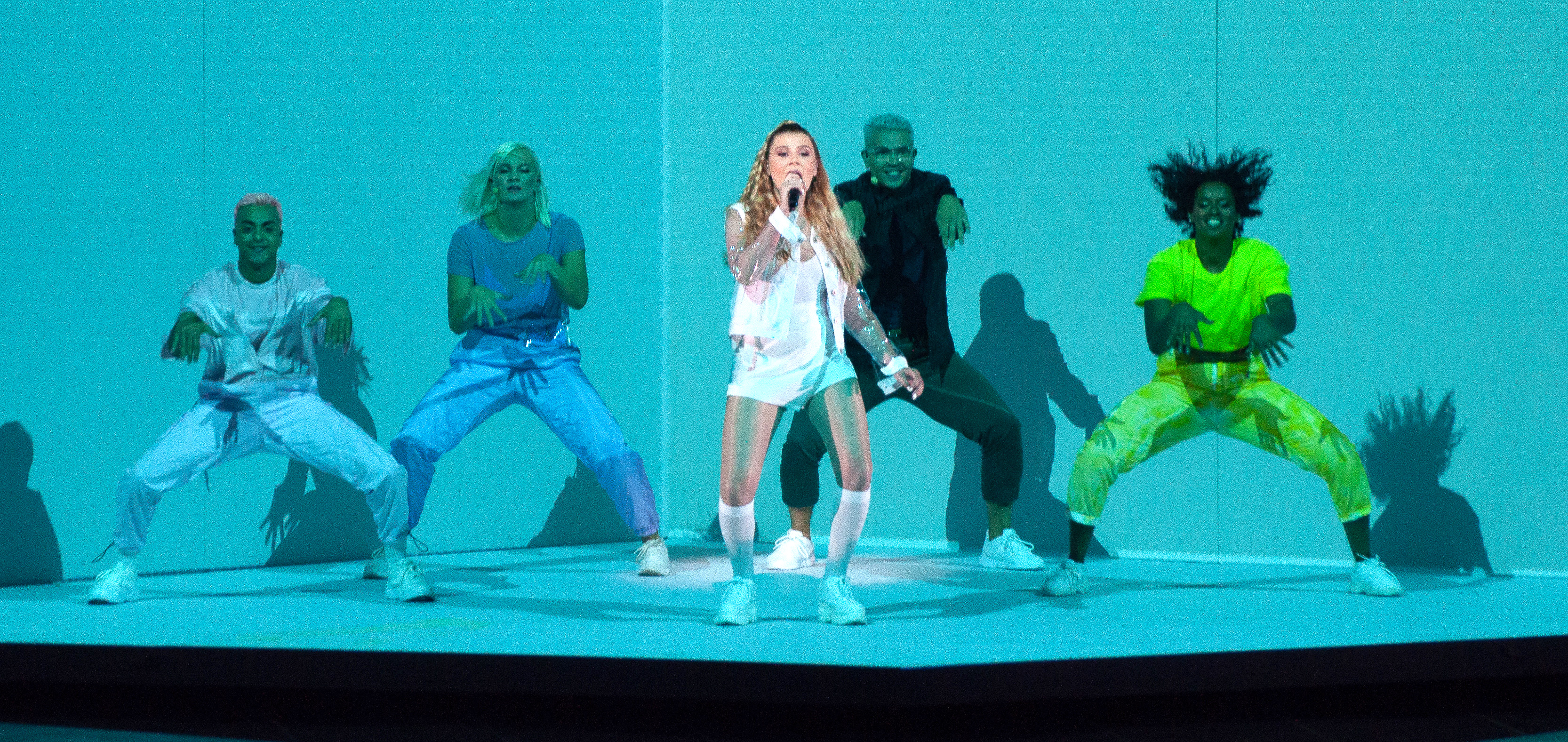
Michela Pace à Tel Aviv (2019)
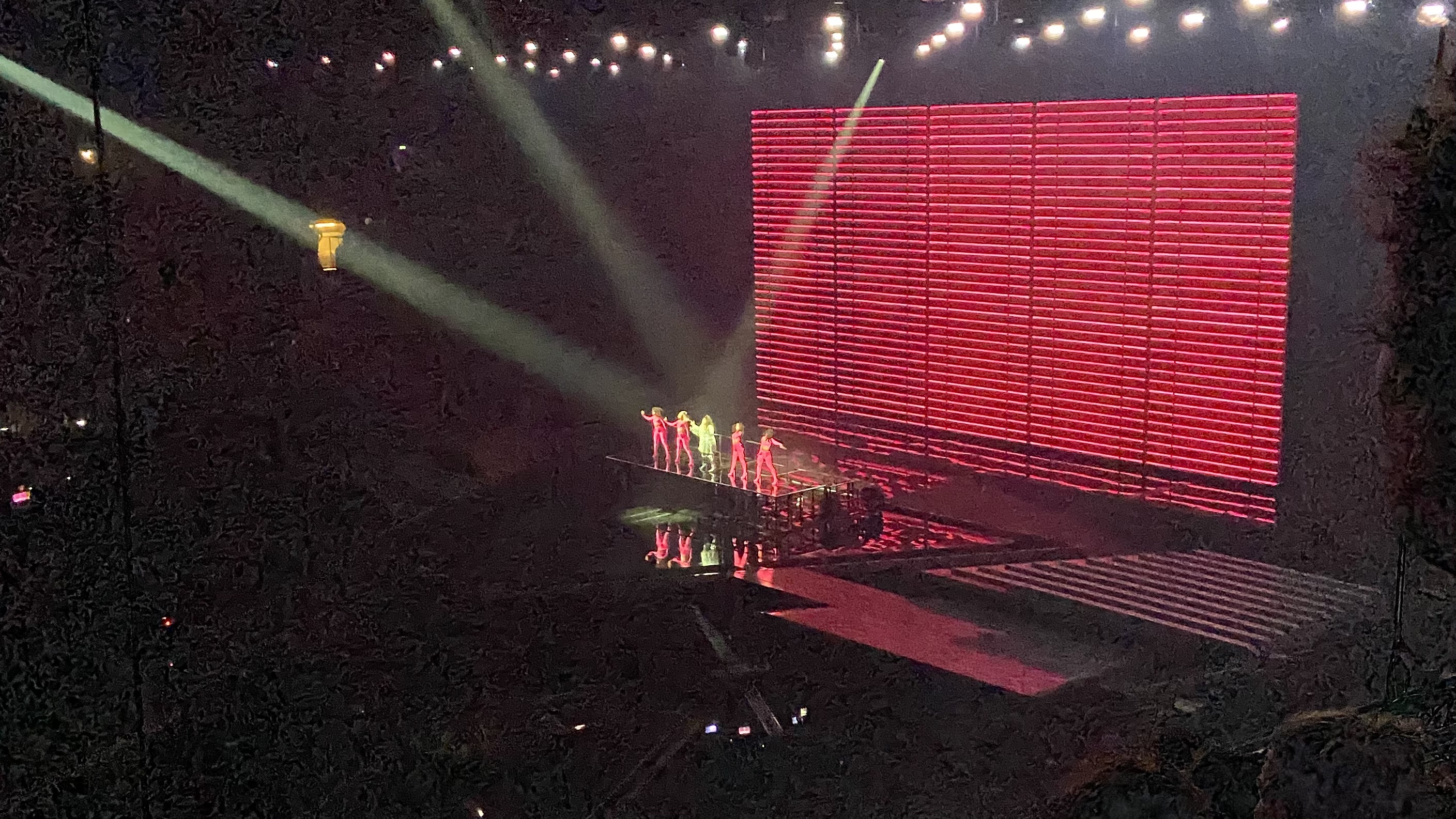
Destiny à Rotterdam (2021)
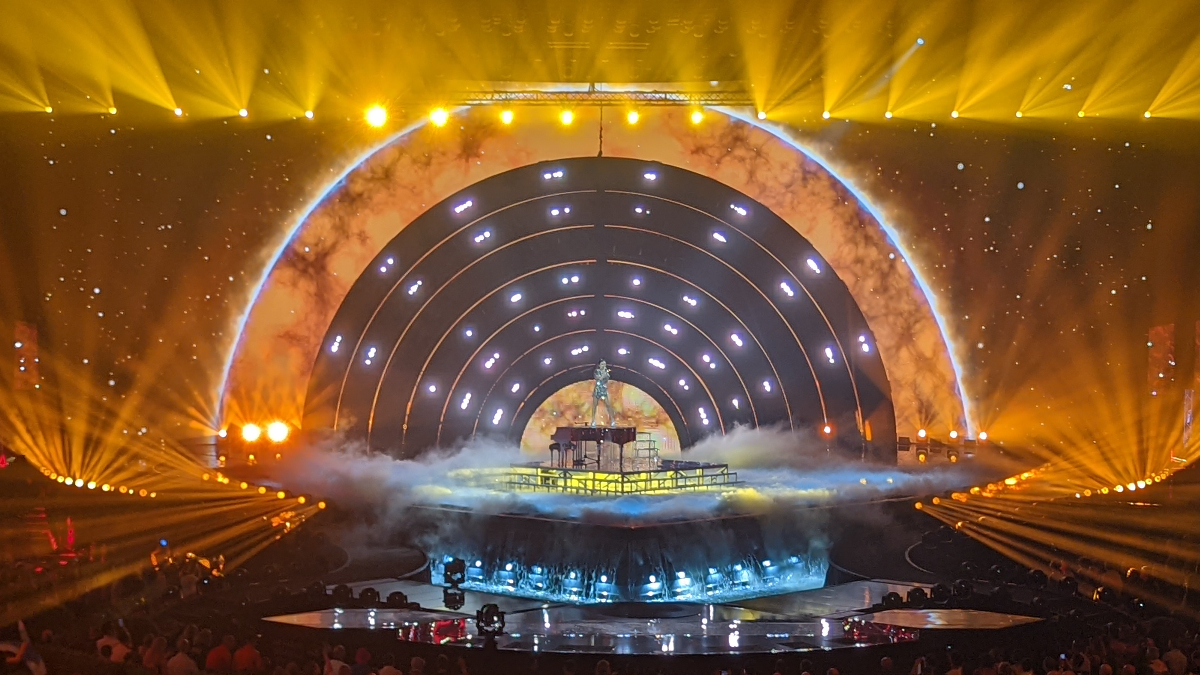
Emma Muscat à Turin (2022)
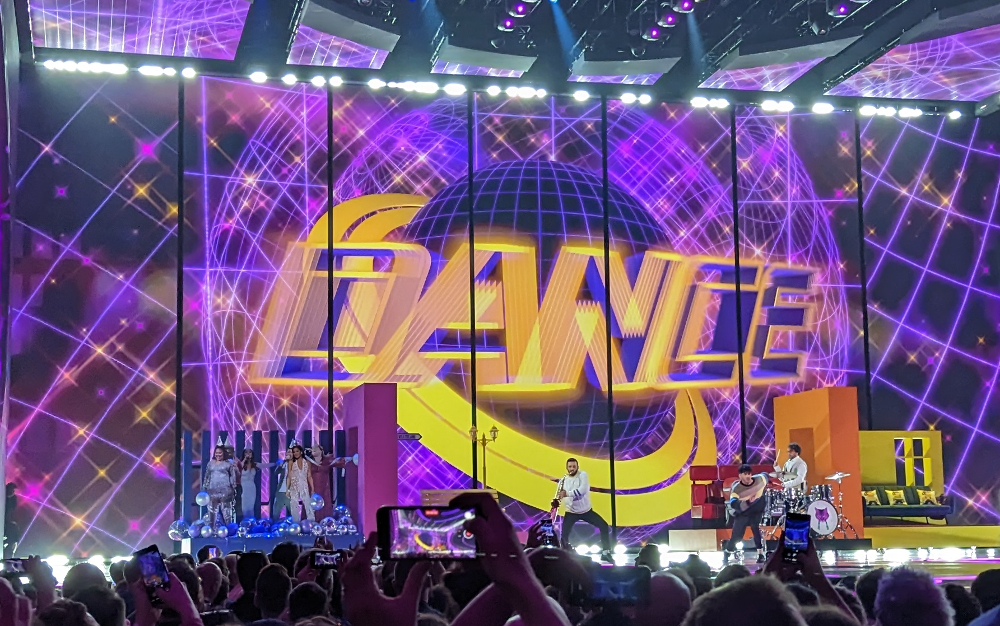
The Busker à Liverpool (2023)
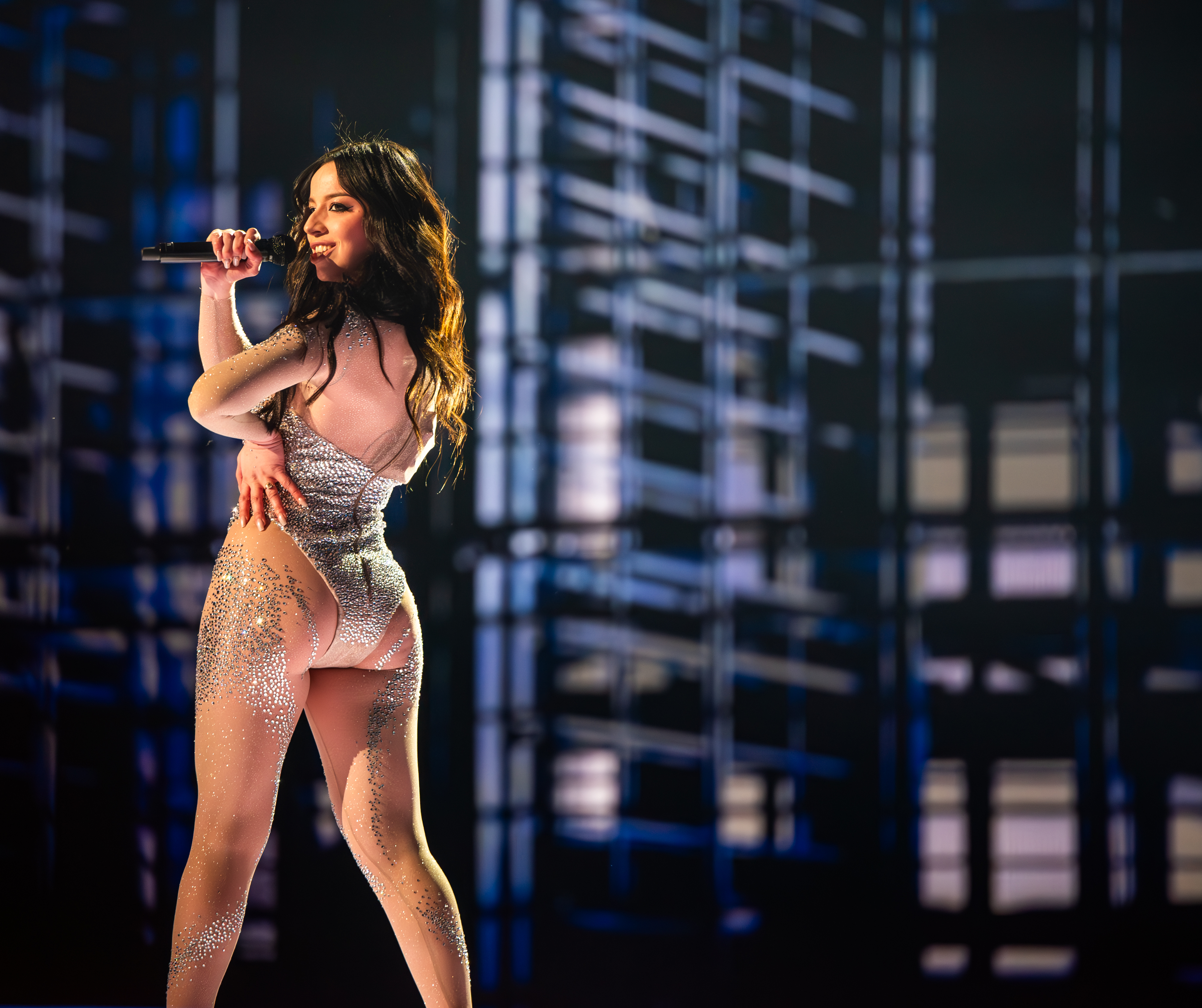
Sarah Bonnici à Malmö (2024)
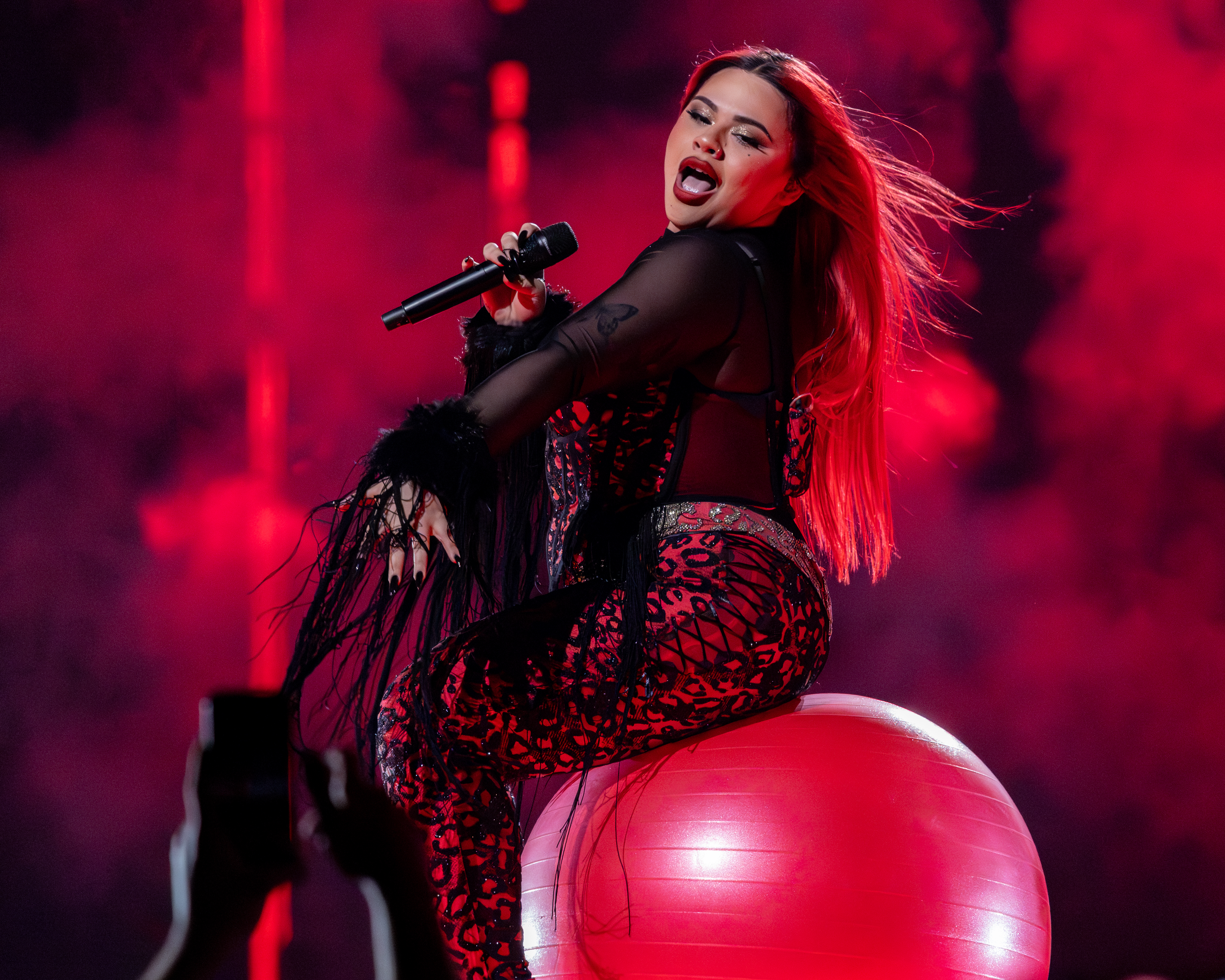
Miriana Conte à Bâle (2025)

## Chefs d'orchestre, commentateurs et porte-paroles
| 1971                                                                                     | Anthony Chircop   | Victor Aquilina                                      | Spiro Sillato & Gaetan Abela                         |         |         |
| 1972                                                                                     | Charles Camilleri | Norman Hamilton                                      | Mary Rose Mallia & Joe Zerafa                        |         |         |
| 1973, 1974                                                                               | retrait           | retrait                                              | retrait                                              |         |         |
| 1975                                                                                     | Vince Tempera     | Norman Hamilton                                      | ?                                                    |         |         |
| 1976, 1977, 1978, 1979, 1980, 1981, 1982, 1983, 1984, 1985, 1986, 1987, 1988, 1989, 1990 | retrait           | retrait                                              | retrait                                              | retrait | retrait |
| 1991                                                                                     | Paul Abela        | Toni Sant                                            | Dominic Micallef                                     |         |         |
| 1992                                                                                     | Paul Abela        | Anna Bonanno                                         | Anna Bonanno                                         |         |         |
| 1993                                                                                     | Joseph Sammut     | Charles Saliba                                       | Kevin Drake                                          |         |         |
| 1994                                                                                     | Anthony Chircop   | Charles Arrigo                                       | John Demanuele                                       |         |         |
| 1995                                                                                     | Ray Agius         | Charles Arrigo                                       | Stephanie Farrugia                                   |         |         |
| 1996                                                                                     | Paul Abela        | Charles Saliba                                       | Ruth Amaira                                          |         |         |
| 1997                                                                                     | Ray Agius         | Gino Cauchi                                          | Anna Bonanno                                         |         |         |
| 1998                                                                                     | NC                | Gino Cauchi                                          | Stephanie Farrugia                                   |         |         |
| 1999                                                                                     | NC                | Charlo Bonnici                                       | Nirvana Azzopardi                                    |         |         |
| 2000                                                                                     | NC                | Charlo Bonnici                                       | Valerie Vella                                        |         |         |
| 2001                                                                                     | NC                | Alfred Borg                                          | Marbeck Spiteri                                      |         |         |
| 2002                                                                                     | NC                | John Bundy                                           | Yvette Portelli                                      |         |         |
| 2003                                                                                     | NC                | John Bundy                                           | Sharon Borg                                          |         |         |
| 2004                                                                                     | NC                | Eileen Montesin                                      | Claire Agius                                         |         |         |
| 2005                                                                                     | NC                | Eileen Montesin                                      | Valerie Vella                                        |         |         |
| 2006                                                                                     | NC                | Eileen Montesin                                      | Moira Delia                                          |         |         |
| 2007                                                                                     | NC                | Antonia Micallef                                     | Mireille Bonelo                                      |         |         |
| 2008                                                                                     | NC                | Eileen Montesin                                      | Moira Delia                                          |         |         |
| 2009                                                                                     | NC                | Valerie Vella                                        | Pauline Agius                                        |         |         |
| 2010                                                                                     | NC                | Valerie Vella                                        | Chiara Siracusa                                      |         |         |
| 2011                                                                                     | NC                | Eileen Montesin                                      | Kelly Schembri                                       |         |         |
| 2012                                                                                     | NC                | Ronald Briffa & Elaine Saliba                        | Keith Demicoli                                       |         |         |
| 2013                                                                                     | NC                | Gordon Bonello & Rodney Gauci                        | Emma Hickey                                          |         |         |
| 2014                                                                                     | NC                | Carlo Borg Bonaci                                    | Valentina Rossi                                      |         |         |
| 2015                                                                                     | NC                | Corazon Mizzi                                        | Julia Zahra                                          |         |         |
| 2016                                                                                     | NC                | Arthur Caruana                                       | Ben Camille                                          |         |         |
| 2017                                                                                     | NC                | Pas de commentaires                                  | Martha Fenech                                        |         |         |
| 2018                                                                                     | NC                | Pas de commentaires                                  | Lara Azzopardi                                       |         |         |
| 2019                                                                                     | NC                | Pas de commentaires                                  | Ben Camille                                          |         |         |
| 2020                                                                                     | NC                | Concours annulé en raison de la pandémie de COVID-19 | Concours annulé en raison de la pandémie de COVID-19 |         |         |
| 2021                                                                                     | NC                | Pas de commentaires                                  | Stephanie Spiteri                                    |         |         |
| 2022                                                                                     | NC                | Pas de commentaires                                  | Aidan Cassar                                         |         |         |

## Historique de vote
Depuis 1975, Malte a attribué en finale le plus de points à :
| Rang | Pays        | Points |
| ---- | ----------- | ------ |
| 1    | Italie      | 240    |
| 2    | Suède       | 181    |
| 3    | Royaume-Uni | 158    |
| 4    | Grèce       | 109    |
| 5    | Chypre      | 105    |
| 6    | Israël      | 99     |
| 7    | Croatie     | 91     |
| 8    | Norvège     | 86     |
| 9    | Russie      | 85     |
| 9    | Irlande     | 85     |

Depuis 1975, Malte a reçu en finale le plus de points de la part de :
| Rang | Pays        | Points |
| ---- | ----------- | ------ |
| 1    | Royaume-Uni | 108    |
| 2    | Irlande     | 107    |
| 3    | Espagne     | 93     |
| 4    | Croatie     | 85     |
| 5    | Suède       | 84     |
| 6    | Grèce       | 82     |
| 7    | Turquie     | 78     |
| 7    | Allemagne   | 78     |
| 9    | Norvège     | 73     |
| 10   | Chypre      | 70     |

### 12 Points
Légende
 Vainqueur - Malte a donné 12 points à la chanson victorieuse / Malte a reçu 12 points et a gagné le concours
 2e place - Malte a donné 12 points à la chanson arrivée à la seconde place / Malte a reçu 12 points et est arrivée deuxième
 3e place - Malte a donné 12 points à la chanson arrivée à la troisième place / Malte a reçu 12 points et est arrivée troisième
 Qualifiée - Malte a donné 12 points à une chanson parvenue à se qualifier pour la finale / Malte a reçu 12 points et s'est qualifiée pour la finale
 Non-qualifiée - Malte a donné 12 points à une chanson éliminée durant les demi-finales / Malte a reçu 12 points mais n'est pas parvenue à se qualifier pour la finale
| Année         | Attribués   | Attribués           | Reçus                                 | Reçus                                                          |
| Année         | Finale      | Demi-Finale         | Finale                                | Demi-Finale                                                    |
| 1975          | Pays-Bas    | Pas de demi-finales | Aucun                                 | Pas de demi-finales                                            |
| 1991          | Chypre      | Pas de demi-finales | Irlande Suède                         | Pas de demi-finales                                            |
| 1992          | Irlande     | Pas de demi-finales | Espagne Luxembourg Portugal Suède     | Pas de demi-finales                                            |
| 1993          | Irlande     | Pas de demi-finales | Aucun                                 | Pas de demi-finales                                            |
| 1994          | Slovaquie   | Pas de demi-finales | Bosnie-Herzégovine                    | Pas de demi-finales                                            |
| 1995          | Croatie     | Pas de demi-finales | Bosnie-Herzégovine Croatie            | Pas de demi-finales                                            |
| 1996          | Autriche    | Pas de demi-finales | Croatie Slovaquie                     | Pas de demi-finales                                            |
| 1997          | Espagne     | Pas de demi-finales | Turquie                               | Pas de demi-finales                                            |
| 1998          | Israël      | Pas de demi-finales | Irlande Norvège Royaume-Uni Slovaquie | Pas de demi-finales                                            |
| 1999          | Suède       | Pas de demi-finales | Aucun                                 | Pas de demi-finales                                            |
| 2000          | Russie      | Pas de demi-finales | Aucun                                 | Pas de demi-finales                                            |
| 2001          | Estonie     | Pas de demi-finales | Danemark                              | Pas de demi-finales                                            |
| 2002          | Chypre      | Pas de demi-finales | Croatie Danemark Royaume-Uni          | Pas de demi-finales                                            |
| 2003          | Islande     | Pas de demi-finales | Aucun                                 | Pas de demi-finales                                            |
| 2004          | Grèce       | Grèce               | Aucun                                 | Aucun                                                          |
| 2005          | Chypre      | Lettonie            | Russie                                | Qualifiée d'Office                                             |
| 2006          | Suisse      | Suède               | Aucun                                 | Qualifiée d'Office                                             |
| 2007          | Royaume-Uni | Lettonie            | Non qualifiée                         | Aucun                                                          |
| 2008          | Suède       | Suisse              | Non qualifiée                         | Aucun                                                          |
| 2009          | Islande     | Islande             | Aucun                                 | Aucun                                                          |
| 2010          | Azerbaïdjan | Belgique            | Non qualifiée                         | Slovaquie                                                      |
| 2011          | Azerbaïdjan | Croatie             | Non qualifiée                         | Saint-Marin                                                    |
| 2012          | Azerbaïdjan | Turquie             | Aucun                                 | Royaume-Uni                                                    |
| 2013          | Azerbaïdjan | Azerbaïdjan         | Aucun                                 | Azerbaïdjan Macédoine Norvège                                  |
| 2014          | Italie      | Roumanie            | Aucun                                 | Macédoine                                                      |
| 2015          | Italie      | Suède               | Non qualifiée                         | Aucun                                                          |
| 2016 Jury     | Royaume-Uni | Arménie             | Monténégro                            | Arménie Autriche Hongrie                                       |
| 2016 Télévote | Australie   | Russie              | Aucun                                 | Aucun                                                          |
| 2017 Jury     | Italie      | Bulgarie            | Non qualifiée                         | Aucun                                                          |
| 2017 Télévote | Italie      |                     | Non qualifiée                         | Aucun                                                          |
| 2018 Jury     | Chypre      | Norvège             | Non qualifiée                         | Aucun                                                          |
| 2018 Télévote | Italie      | Saint-Marin         | Non qualifiée                         | Aucun                                                          |
| 2019 Jury     | Italie      | Pays-Bas            | Biélorussie                           | Aucun                                                          |
| 2019 Télévote | Italie      | Suisse              | Aucun                                 | Aucun                                                          |
| 2021 Jury     | Albanie     | Roumanie            | Australie Norvège Roumanie Suède      | Australie Chypre Croatie Irlande Norvège Roumanie Russie Suède |
| 2021 Télévote | Italie      | Chypre              | Aucun                                 | Belgique Pays-Bas                                              |
| 2022 Jury     | Espagne     | Suède               | Non qualifiée                         | Aucun                                                          |
| 2022 Télévote | Royaume-Uni | Serbie              | Non qualifiée                         | Aucun                                                          |
| 2023 Jury     | Suède       | Pas de jury         | Non qualifiée                         | Pas de jury                                                    |
| 2023 Télévote | Italie      | Suède               | Non qualifiée                         | Aucun                                                          |
| 2024 Jury     | Suisse      | Pas de jury         | Non qualifiée                         | Pas de jury                                                    |
| 2024 Télévote | Ukraine     | Pays-Bas            | Non qualifiée                         | Aucun                                                          |
| 2025 Jury     | Arménie     | Pas de jury         | Aucun                                 | Pas de jury                                                    |
| 2025 Télévote | Estonie     | Israël              | Aucun                                 | Aucun                                                          |